# Juncus spectabilis
Juncus spectabilis är en tågväxtart som beskrevs av Alfred Barton Rendle. Juncus spectabilis ingår i släktet tåg, och familjen tågväxter. Inga underarter finns listade i Catalogue of Life.